# Kostel svatého Jana Křtitele (Semín)
Kostel svatého Jana Křtitele je jednolodní, původně románský, později barokně přestavěný kostelík v obci Semín v okrese Pardubice.

## Historie
Kostel pochází z 1. poloviny 13. století, některé prameny jeho založení dokonce kladou do 12. století. Nejstarší písemné doklady pocházejí z roku 1348. Je možné, že kostel prošel renesanční úpravou. Ve 2. polovině 17. století rozhodně prošel barokní přestavbou (byla prolomena nová okna lodi, loď dostala také nový strop, presbytář novou klenbu, byla přistavěna čtvercová sakristie a západní předsíň). V roce 1958 byl kostel zapsán na seznam kulturních památek. V roce 2011 se uskutečnila oprava průčelí a hlavního vchodu kostela, v roce 2013 byl pak v interiéru instalován nový červený koberec.

### Patronát kostela[3]
- 1339 - 59 Heřman ze Semína
- 1379 Mikuláš Tatka ze Semína
- 1395 - 1404 Jan Sirotek ze Semína
- 1398 - 1401 Anna ze Slatinek
- 1414 Henykéřové ze Semína
- 1480 Jan Kapoun ze Smiřic, dcera Anna
- 1494 Jan Zdechovský ze Sekyřic
- 1494 Vilém z Pernštejna
- 1920 Okresní správní komise v Přelouči

## Architektura
Jedná se o jednolodní stavbu s polokruhovou (podkovovitou) apsidou, sakristií na jihu a malou čtvercovou předsíní na západě. Členění fasády kostela je velmi jednoduché, ma jedinou hlavní římsu a na vstupem prázdný trojúhelníkový štít. Nas presbyteriem je dřevěný sanktusník.
Loď je plochostropá, presbytář má tři klenby s hřebínky a sakristie je zaklenuta křížovou klenbou s hřebínky.

## Zvonice
Součástí areálu je také ohradní zeď se vstupní branou a dřevěná zvonice polygonálního půdorysu. Jedná se o osmibokou stupňovitou dřevěnou stavbu se štenýřovou konstrukcí. Postavena byla po polovině 18. století na místě starší šestiboké vzpěradlové zvonice. Ve zvonici jsou umístěny dva historické zvony: menší, takzvaný Poledník, má rozměr asi 85×85 cm a byl ulit v roce 1542, větší zvon, o rozměrech asi 100×100 cm, je nazýván Ježíš nebo také Jan, lidově Hranáč, a byl odlit v roce 1606 (1604).

## Galerie

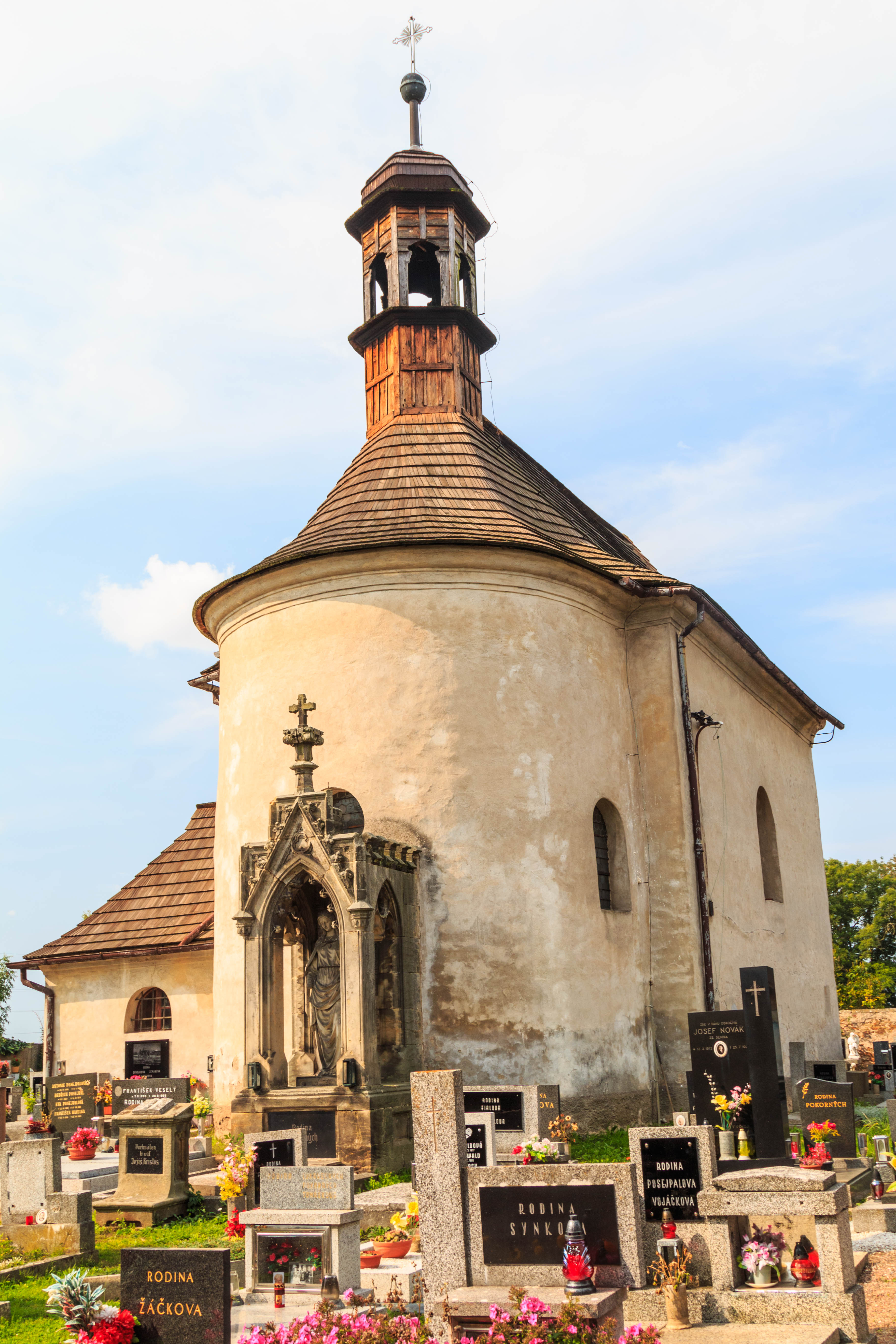
Pohled na polokruhovou apsidu, na střeše sanktusník
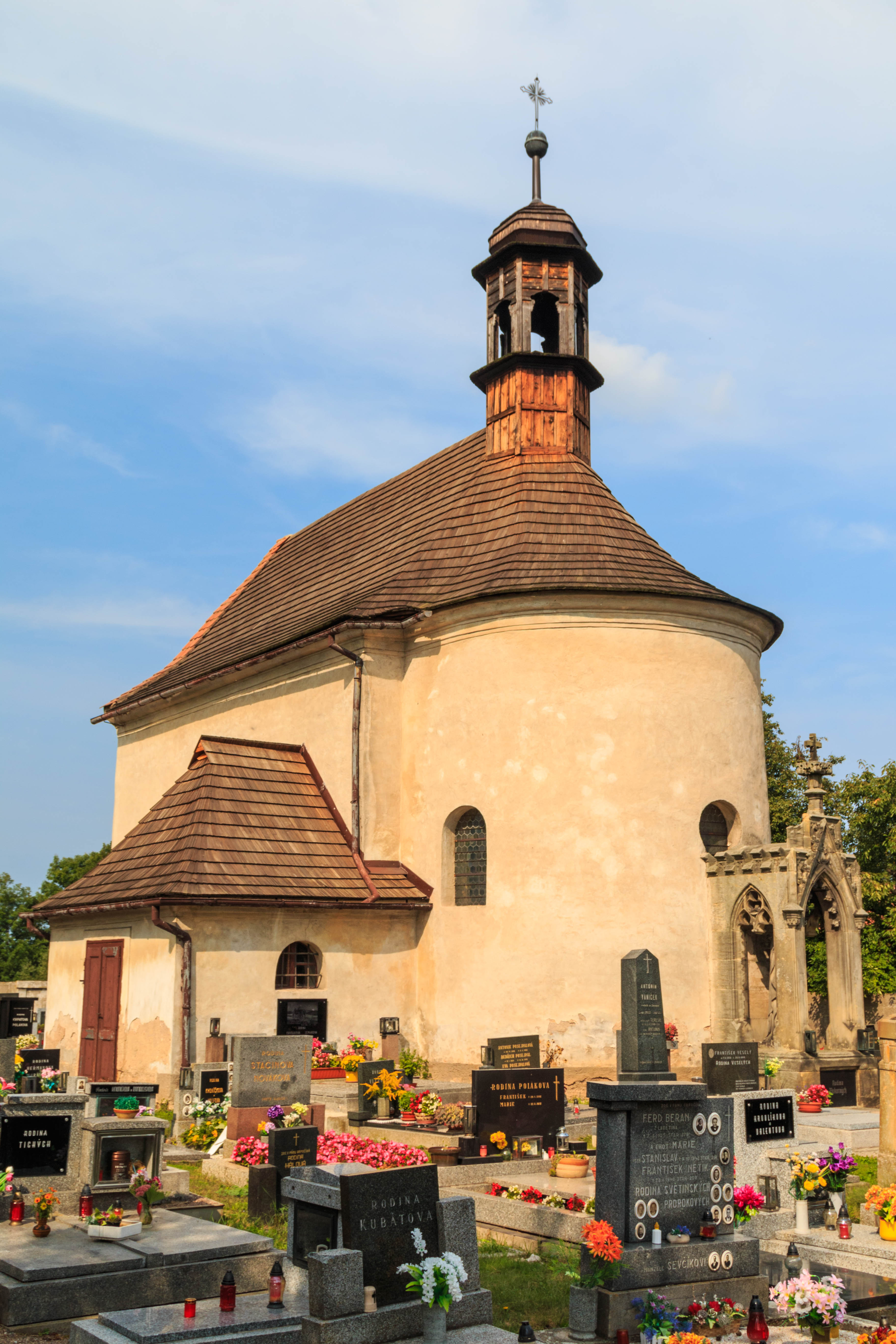
Pohled na přístavek sakristie
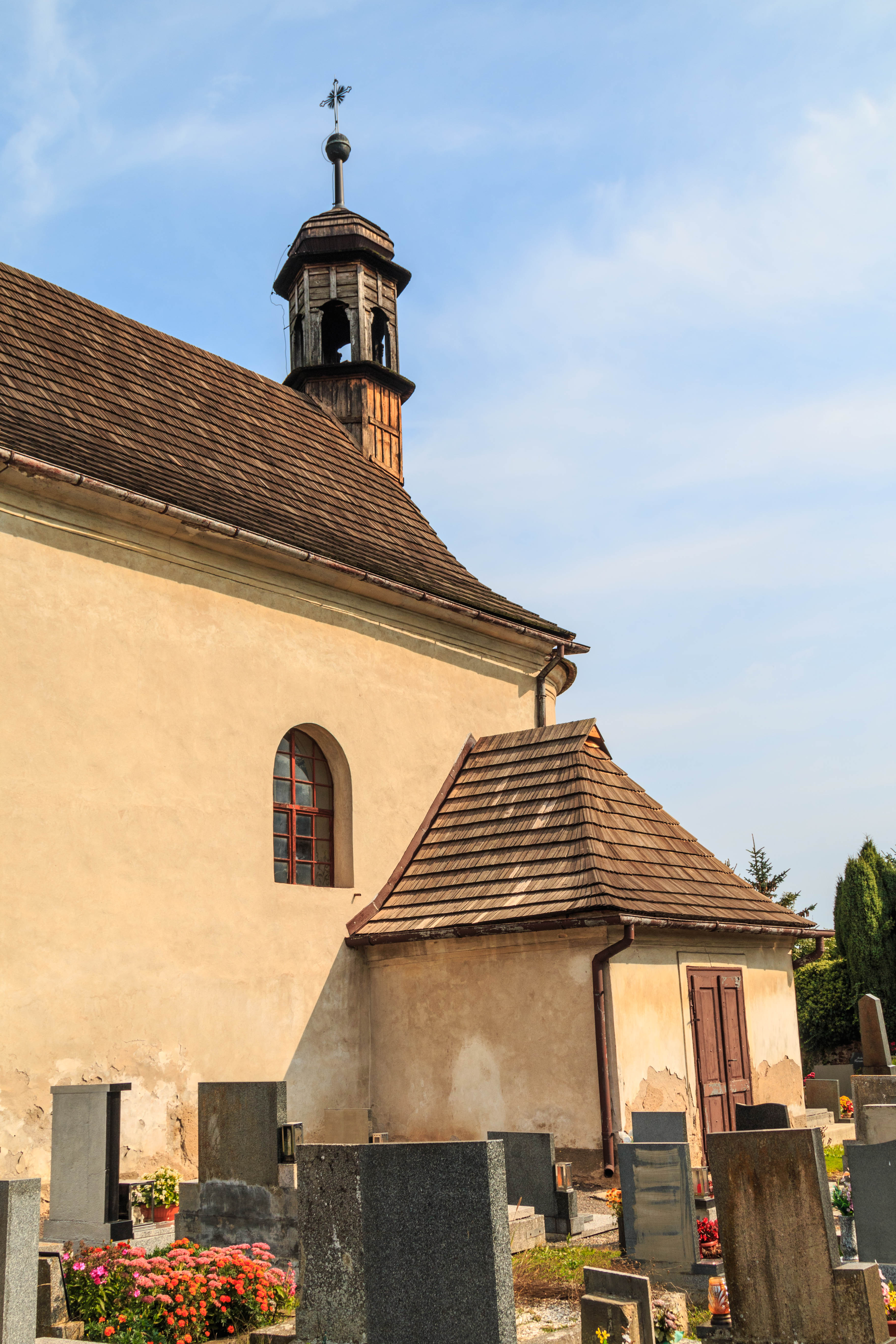
Pohled na přístavek sakristie
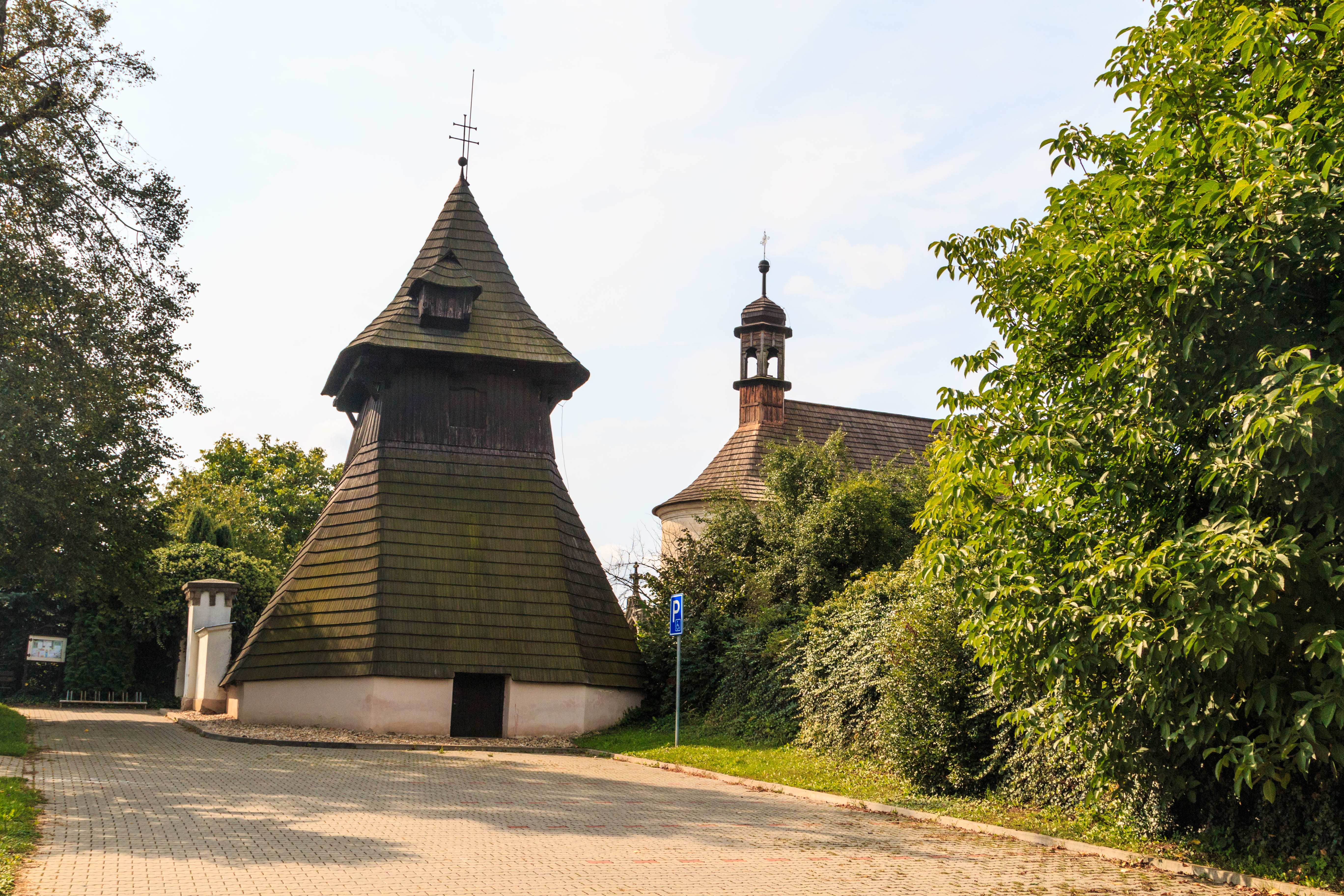
Dřevěná zvonice